# 총각 원님
"총각 원님"은 1967년 공개된 대한민국의 영화이다.

## 배역
- 신성일
- 남정임
- 이예춘
- 한은진
- 도금봉
- 김동원
- 방성자
- 안인숙
- 송일근
- 김웅
- 장훈